# Fritz Büchner (Widerstandskämpfer)

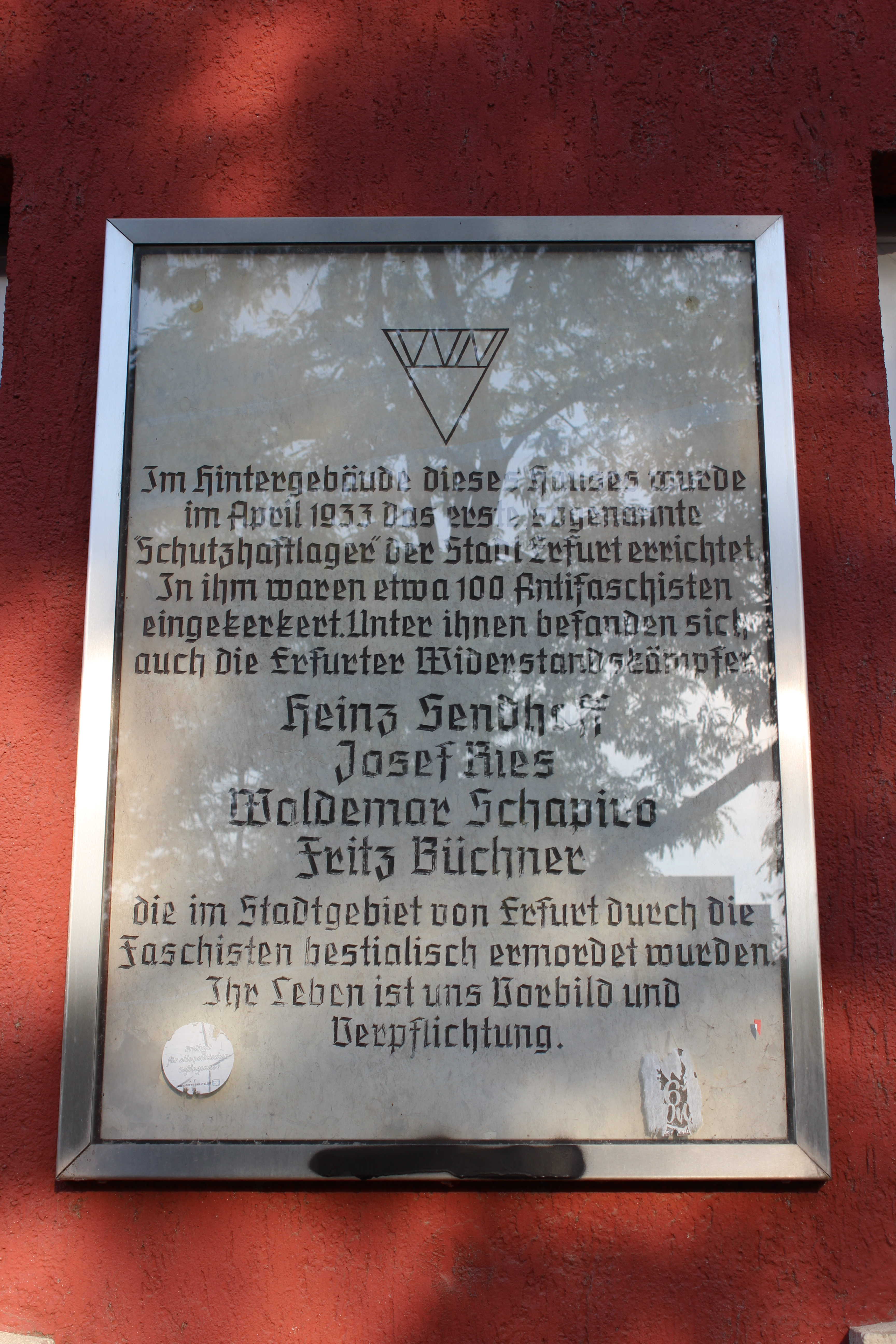
Gedenktafel am Vorderhaus des ehemaligen Schutzhaftlagers Feldstraße 18 in Erfurt

Fritz Büchner (* 2. Februar 1889 in Erfurt; † 5. Dezember 1933 ebenda) war ein Widerstandskämpfer gegen den Nationalsozialismus.

## Leben
Er war Mitarbeiter bei der Firma Topf & Söhne und wurde dort Mitglied im Betriebsrat. 1919 trat er der KPD bei. Wegen seiner Teilnahme an den Abwehrkämpfen der Arbeiter in Mitteldeutschland wurde er bei Topf & Söhne entlassen. Danach arbeitete er als Kraftfahrer und nutzte dieses auch für die politische Arbeit. Nach der Machtergreifung der Nationalsozialisten 1933 leitete er eine Widerstandsgruppe. Er wurde verhaftet und im Schutzhaftlager Feldstraße interniert. Später wurde er auf dem Petersberg ermordet. 

## Ehrungen
- 1945 Benennung der Fritz-Büchner-Straße in Erfurt nach ihm
- 1946 Urnengedenkstein am Opfer des Faschismus-Ehrenmal I
- 1950 (ca.) Namensnennung an der Schutzhaft-Lager-Gedenktafel, Feldstraße 18, Erfurt
- 1984 Nennung auf der ersten Namenstafel am Opfer des Faschismus-Ehrenmal II
- 1988 Namensnennung an der Antifaschisten-Gedenktafel, Petersberg